# Parisette
Parisette ist ein zwölfteiliger französischer Stummfilm aus dem Jahre 1921 von Louis Feuillade mit Sandra Milowanoff in der Titelrolle. In einer Nebenrolle ist der spätere Starregisseur René Clair zu sehen.

## Handlung
Die Geschichte ist (in seiner französischen Fassung) in zwölf einzelne Episoden untergliedert:
- Erste Episode „Manoela“
- zweite Episode „Le secret de Madame Stephan“
- dritte Episode „L'affaire de Neuilly“
- vierte Episode „L'enquête“
- fünfte Episode „La piste“
- sechste Episode „Grand-Père“
- siebte Episode „Le faux révérend“
- achte Episode „Family house“
- neunte Episode „L'impasse“
- zehnte Episode „Le triomphe de Cogolin“
- elfte Episode „La fortune de Joaquim“
- zwölfte Episode „Le secret des Costabella“.

Im Mittelpunkt der umfangreichen Handlung steht das Leben, die Lieben und die Abenteuer von Parisette, einer jungen Tänzerin der französischen Hauptstadt. Eine wichtige Rolle in ihrem Leben spielt ihr Onkel Cogolin. Joaquin de Costabella, ein portugiesischer Adliger, ist beeindruckt von der Ähnlichkeit der jungen Frau mit seiner früh verstorbenen Tochter. Während Cogolin eines Mordes beschuldigt wird, den er nicht begangen hat, und daraufhin nach Nizza flieht, stellt sich heraus, dass Parisette in Wirklichkeit die Schwester der jungen verstorbenen Tochter Costabellas ist. Es geschehen noch zahlreiche Abenteuer bis Onkel Cogolin vom Mordvorwurf entlastet wird. Ein weiterer wichtiger Handlungsstrang ist, wie der ominöse de Costabella an sein beträchtliches Vermögen gekommen ist.

## Produktionsnotizen
Parisette entstand über weite Strecken des Jahres 1921 und wurde am 10. Dezember desselben Jahres uraufgeführt. Massenstart war am 3. März 1922. Der Film war in seinem Entstehungsland Frankreich sehr erfolgreich. In Österreich lief der (hier massiv gekürzte) Film im darauffolgenden Jahr an. Ob es jemals eine deutsche Premiere gab, ist derzeit nicht bekannt.
Die Filmbauten kreierte Robert-Jules Garnier. Robert Florey war einer von zwei Assistenten des Regisseurs Feuillade.

## Kritiken
Wiens Freie Stimmen schrieb: „Dieser Film ist einer der besten der Gaumontwerke und gibt es kaum einen, der rührender und in seinen Handlungen spannender gehalten wäre, wie dieser.“
Im Grazer Tageblatt war zu lesen: „Sandra Milowanoff, de reizende Darstellerin als Parisette und Herr Biscot, der populärste Pariser Komiker, als Gogolin, bieten Spitzenleistungen. Die spannend aufgebaute Handlung wird umrahmt durch eine Reihe prachtvoller und stimmungsvoller Bilder von der Riviera und anderen nicht minder reizvollen Gegenden. Im Ganzen ein Filmwerk bei dem sich der Zuseher durch zwei Stunden köstlich unterhält ...“
Die Murtaler Zeitung wiederum nannten das Großwerk „der beste der gezeigten Kunstfilme“ und fand, die Handlung sei „äußerst dezent und spannend.“